# Ентоні Сільва
Ентоні Сільва (ісп. Antony Silva, нар. 27 лютого 1984, Асунсьйон) — парагвайський футболіст, воротар клубу «Уракан».
Виступав, зокрема, за клуб «Депортес Толіма», а також національну збірну Парагваю.

## Клубна кар'єра
Народився 27 лютого 1984 року в місті Асунсьйон. Вихованець футбольної школи клубу «Серро Кора».
У дорослому футболі дебютував 2003 року виступами за команду клубу «Лібертад», в якій провів один сезон, взявши участь у 12 матчах чемпіонату.
Згодом з 2005 по 2010 рік грав у складі команд клубів «Хенераль Кабальєро» (оренда), «Лібертад», «2 де Майо» (оренда), «Лібертад», «Такуарі», «Тальєрес» (оренда), «Марілія» та «Рубіо Нью».
Своєю грою за останню команду привернув увагу представників тренерського штабу клубу «Депортес Толіма», до складу якого приєднався 2010 року. Відіграв за команду з Ібаге наступні чотири сезони своєї ігрової кар'єри. Більшість часу, проведеного у складі «Депортес Толіма», був основним голкіпером команди.
Протягом 2014—2015 років захищав кольори клубів «3 де Фебреро» та «Індепендьєнте Медельїн».
До складу клубу «Серро Портеньйо» приєднався 2016 року. Відтоді встиг відіграти за команду з Асунсьйона 123 матчі в національному чемпіонаті.
З 2019 захищає кольори команди «Уракан».

## Виступи за збірні
У складі юнацької збірної Парагваю, взяв участь в одному матчі на юнацькому рівні.
2003 року залучався до складу молодіжної збірної Парагваю.
2011 року дебютував в офіційних матчах у складі національної збірної Парагваю. Наразі провів у формі головної команди країни 27 матчів.
У складі збірної був учасником розіграшу Кубка Америки 2015 року в Чилі, розіграшу Кубка Америки 2016 року в США.

## Титули і досягнення

### Клубні
- «Лібертад»

Чемпіон Парагваю (2): 2003, 2006